# Maleny, Queensland

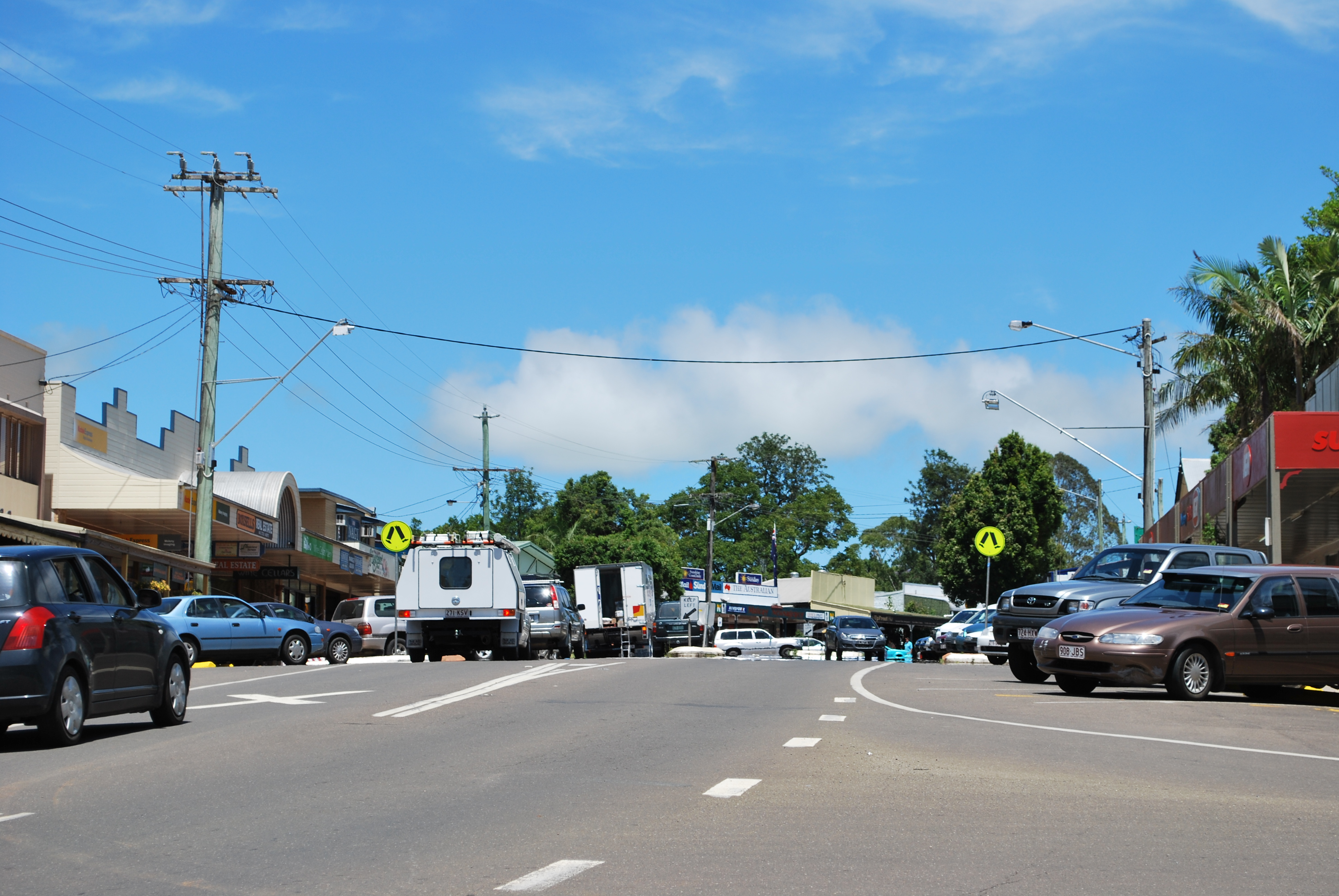
Huvudgatan i Maleny, Queensland, Australien

Maleny är en liten stad 90 kilometer norr om Brisbane, Australien. Näraliggande städer är Landsborough, Montville och Peachester. Staden ligger också nära Glass House Mountains och Baroon Pocket Dam.

## Historik
Området kring Maleny befolkades ursprungligen av två stammar, Nalbostammen och Dallambarastammen. Den förste europén som dokumenterade Maleny var upptäcktsresanden Ludwig Leichhardt som beskrev området i sin resedagbok 1844. I samband med guldruschen 1867 fick området sin första europeiska bosättning. Maleny kom också tidigt att bli en "timmerstad". Till och med 1960-talet var staden också ett centrum för produktion av smör. 

## Företag på orten
I Maleny finns ett stort antal företag som drivs som kooperativ, där finns affärer som säljer hälsokost och organiska produkter, alternativa skolor och alternativmedicin. 

## Kulturlivet
1987 till 1994 hölls festivalen Maleny Folk Festival i Maleny. Därefter flyttades festivalen till den närbelägna staden Woodford varvid den bytte namn till the Woodford Folk Festival.

Denna artikel är helt eller delvis baserad på en översättning från engelska wikipedia